# Głęboczek (województwo zachodniopomorskie)
Głęboczek (niem. Winkel) – wieś sołecka w Polsce położona w województwie zachodniopomorskim, w powiecie drawskim, w gminie Czaplinek. W latach 1975–1998 miejscowość administracyjnie należała do województwa koszalińskiego. Najbardziej na zachód położona miejscowość gminy. 
W roku  2011 wieś liczyła 41 mieszkańców. 

## Geografia
Wieś leży ok. 10 km na wschód od Czaplinka, ok. 4 km na północny zachód od drogi krajowej nr 20 ze Stargardu do Gdyni, nad jeziorami: Krosino i Okole Wielkie.

## Zabytki
Do wojewódzkiego rejestru zabytków wpisany jest:
- młyn wodny szachulcowy z 1898 r.

## Turystyka
We wsi znajdują się gospodarstwa agroturystyczne.